# 衛佛儉
衛佛儉，已故香港足球運動員，司職守門員，曾先後效力九巴、東昇。1954至1964年間為香港足球代表隊首席門將，綽號「新攝鐵手」。

## 球員生涯
衛佛儉出身於丙組聯賽中健，1952年加盟當時的甲組班霸之一九巴，並且迅速成為九巴主力門將。
直至1967年，衛佛儉轉會東昇。
國際賽方面，他曾代表香港足球代表隊參加過1954年馬尼拉亞運會和1958年東京亞運會足球賽，並且曾協助香港隊取得1956年亞洲盃足球賽季軍。
2003年1月3日，在伊利沙伯醫院逝世。